# Die Nichte des Herzogs
Die Nichte des Herzogs ist ein stummes, deutsches Verwechslungslustspiel aus dem Jahre 1917 von Max Mack mit Hanni Weisse und Albert Paulig in den Hauptrollen.

## Handlung
Die junge Comtesse Ena besitzt einen sehnlichen Wunsch: einmal den anstehenden Hofball besuchen! Tatsächlich lässt sich der erfüllen, denn sie und ihr Onkel, der durchlauchtigst regierende Herzog eines deutschen Kleinstaats, werden zu selbigem eingeladen. Als sich aber der Regent den Fuß verletzt, droht der Ballbesuch ins Wasser zu fallen. Dies ist umso tragischer, da die Comtesse erhoffte, vor Ort ihren Galan Leutnant von Prenken, den sie seit langem nicht mehr gesehen hat, wiederzutreffen. Nach langem Bitten ist der Herzog bereit, Ena zum Ball reisen zu lassen – allerdings nur in Begleitung des herzoglichen Kammerherrn als Anstandswauwau. Der Besuch von „Herzogs“ werden im Hotel telegraphisch angekündigt.
Wie es der Zufall so will, werden vor Ort auch andere „Herzogs“ erwartet, nämlich eine von einem gewissen Sally geleitete Abordnung der Firma G. Herzog, einen Warenhaus, das anlässlich einer Modenschau Modelle mit eigenen Kleidern entsendet hat. Die vielen Herzogs bringen das Personal derart durcheinander, dass Hanny von der Firma Herzog mit „Comtesse“ und Sally mit „Eure Exzellenz“ angesprochen werden. Hanny und Sally spielen dieses Spiel mit, haben sie daran doch ihre diebische Freude. Auch beim jungen Großindustriellen Kuno Hampfstängel klingen die Ohren, als er von den Herzogs hört, und so versucht er im Speisesaal des Hotels, die Bekanntschaft der mutmaßlichen Comtesse zu machen. Auch Prenken erscheint, hat aber seine Ena derart lange nicht mehr gesehen und wundert sich zunächst, dass Ena alias Hanny so groß geworden ist und sich optisch stark verändert hat.
Als dann die wahre Nichte des Herzogs und ihr Kammerherr eintreffen, werden beide vom Hotelpersonal zunächst für die Bedienstete des Herzogs gehalten und auch dementsprechend behandelt. Comtesse Ena ist darüber nicht einmal erbost und spielt fortan die Rolle der herzoglichen Zofe, findet sie es doch ganz lustig, die Folgen dieser skurrilen Verwechslungen zu beobachten. Als Prenken sie sieht, dämmert es ihm, dass sie doch seine kleine Jugendfreundin sein müsse. Hanny muss nun erkennen, dass ihr Rollenspiel als herzogliche Nichte aufgeflogen ist und sie verlobt sich rasch mit ihrem Ritter Kuno, sodass am Ende aus dieser Geschichte zwei Paare hervorgehen.

## Produktionsnotizen
Die Nichte des Herzogs entstand im Herbst 1917 im Greenbaum-Film-Atelier in Berlin-Weißensee, passierte im Dezember 1917 die Filmzensur und wurde unmittelbar darauf, im Dezember 1917 oder im Januar 1918, im Prinzess-Theater aufgeführt. Die Länge des Dreiakters betrug 1066 Meter.

## Kritik
„Im flotten Tempo von der richtigen Stimmung erfaßt, spielen sich die Verwechslungen und dadurch hervorgerufenen Situationen in diesem Lustspiel ab und verbreiten große Heiterkeit. Die Idee ist gut und Hanni Weisse weiß viel daraus zu machen, um so mehr als sie an ihren Partnern volle Unterstützung findet.“